# LIRC
LIRC (anglicky Linux Infrared Remote Control) je balíček softwaru s otevřeným zdrojovým textem, který na počítačích s operačním systémem Linux zpřístupňuje dálkové ovládání pomocí příjmu a vysílání infračervených signálů.
Podobný software pro Microsoft Windows se nazývá WinLIRC.
Počítač s IR přijímačem a nainstalovaným balíčkem LIRC je možné ovládat pomocí téměř jakéhokoli infračerveného dálkového ovládače (například od televizního přijímače). Lze jím ovládat např. přehrávání DVD nebo hudby.
Je dostupný grafický frontend KDELirc, využívající knihovny KDE.